# Ходоровский сельсовет (Гродненская область)
Ходоровский сельсовет (белор. Ходараўскі сельсавет; до 2002 г. — Ходоровецкий) — административная единица на территории Лидского района Гродненской области Беларуси. Административный центр — агрогородок Ходоровцы.

## История
Образован 12 октября 1940 года как Ходоровецкий сельсовет в составе Желудокского района Барановичской области БССР. С 20 сентября 1944 года в составе Гродненской области. С 17 апреля 1962 года в составе Лидского района. 20 сентября 2002 года переименован в Ходоровский сельсовет. 
18 октября 2013 года к сельсовету присоединена территория упразднённого Голдовского сельсовета (10 населённых пунктов: агрогородок Голдово, деревни Бобры, Великое Село, Зиновичи, Игнатковцы, Лесники, Малыши, Семашки, Ходюки, Цвербуты).

## Состав
Ходоровский сельсовет включает 25 населённых пунктов:
- Бобры — деревня.
- Боярки — деревня.
- Бояры-Дикушские — деревня.
- Великое Село — деревня.
- Видугоровщина — деревня.
- Голдово — агрогородок.
- Дедуки — деревня.
- Дикушки — деревня.
- Заброевцы — деревня.
- Зиновичи — деревня.
- Игнатковцы — деревня.
- Карпеки — деревня.
- Конюшаны — деревня.
- Лесники — деревня.
- Макары — деревня.
- Малыши — деревня.
- Огородники — деревня.
- Ольговцы — деревня.
- Паперовцы — деревня.
- Семашки — деревня.
- Серки — деревня.
- Хлусы-Субочи — деревня.
- Ходоровцы — агрогородок.
- Ходюки — деревня.
- Цвербуты — деревня.